# Notopterus notopterus
Notopterus notopterus е вид лъчеперка от семейство Notopteridae. Видът не е застрашен от изчезване.

## Разпространение и местообитание
Разпространен е в Бангладеш, Индия, Индонезия, Камбоджа, Малайзия, Мианмар, Непал, Пакистан и Тайланд.
Обитава сладководни и полусолени басейни. Среща се на дълбочина от 1 до 1,5 m, при температура на водата около 28,7 °C и соленост 32,4 ‰.

## Описание
На дължина достигат до 60 cm.